# Großer Preis von Monaco 2012
Der Große Preis von Monaco 2012 (offiziell Formula 1 Grand Prix de Monaco 2012) fand am 27. Mai auf dem Circuit de Monaco in Monte Carlo statt und war das sechste Rennen der Formel-1-Weltmeisterschaft 2012.

## Berichte

### Hintergrund
Nach dem Großen Preis von Spanien führten Sebastian Vettel und Fernando Alonso punktgleich in der Fahrerwertung mit acht Punkten vor Lewis Hamilton. In der Konstruktionswertung führte Red Bull-Renault mit elf Punkten vor McLaren-Mercedes und mit 25 Punkten vor Lotus-Renault.
Beim Großen Preis von Monaco stellte Pirelli den Fahrern die Reifenmischungen P Zero Soft (gelb) und P Zero Supersoft (rot), sowie für nasse Bedingungen Cinturato Intermediates (grün) und Cinturato Full-Wets (blau) zur Verfügung.
Mit Michael Schumacher (fünfmal), Alonso (zweimal), Kimi Räikkönen, Hamilton, Jenson Button, Mark Webber und Vettel (jeweils einmal) traten sieben ehemalige Sieger zu diesem Grand Prix an.
Als Rennkommissare fungierten José Abed (MEX), Christian Calmes (MON), Paul Gutjahr (SUI) und Nigel Mansell (GBR).

### Training
Der erste Trainingstag beim Großen Preis von Monaco ist traditionell der Donnerstag. Im ersten freien Training erzielte Alonso die schnellste Runde vor Romain Grosjean und Sergio Pérez. Das Training wurde etwa neun Minuten vor Ende abgebrochen und nicht mehr neu gestartet. Auslöser war ein Motorschaden von Heikki Kovalainen am Tunnelausgang. Im zweiten freien Training, das von wechselnden Wetterbedingungen geprägt war, fuhr Button die schnellste Runde vor Grosjean und Felipe Massa.
Vor Beginn des Trainings gab es einen Unfall auf einer hafenseitigen Tribüne. Nach Veranstalterinformationen brach ein Holzboden an der Tribüne, wodurch zwei Menschen zu Fall kamen. Einer davon soll sich schwere Beinverletzungen zugezogen haben.
Im dritten freien Training am Samstag war Nico Rosberg der schnellste Fahrer vor Massa und Vettel. Auch dieses Training wurde nicht regulär beendet, sondern kurz vor Schluss abgebrochen, da Pastor Maldonado in der Casino die Kontrolle über sein Fahrzeug verlor und in die Begrenzung einschlug. Eine Runde zuvor hatte Maldonado vor der Portier-Kurve eine Berührung mit Sergio Pérez. Pérez hatte dem schnelleren Maldonado die Ideallinie freigelassen, doch zog so scharf nach innen, dass es zu einer Berührung kam. Die Rennkommissare werteten dies als Unsportlichkeit und belegten Maldonado mit einer Startplatzstrafe von zehn Positionen.

### Qualifying

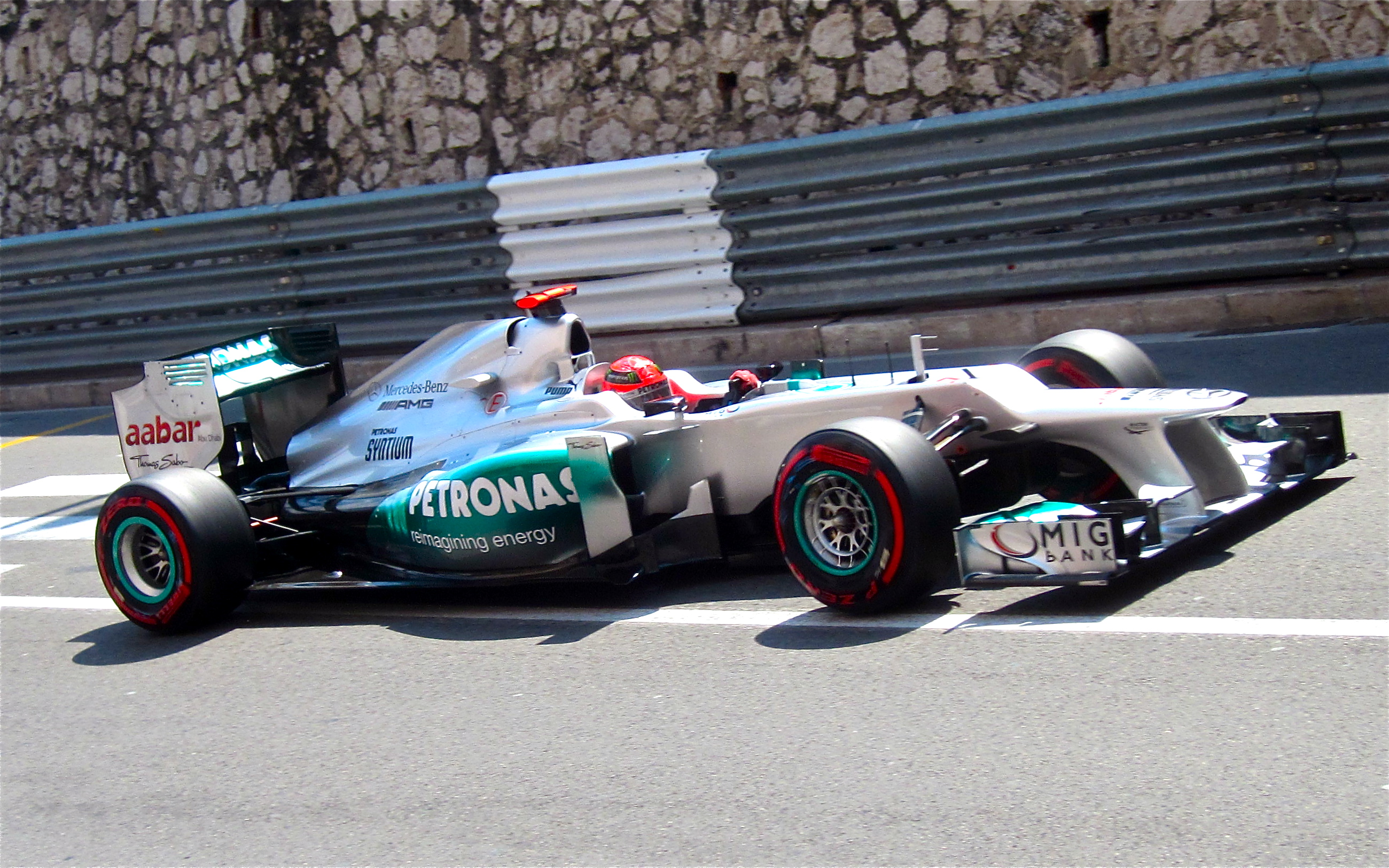
Schuhmacher beim Qualifying

Das erste Segment wurde nach vier Minuten unterbrochen. Pérez verlor ausgangs der Louis Chiron die Kontrolle über sein Fahrzeug, da seine Vorderradaufhängung nicht mehr intakt war, und touchierte die Begrenzung mit der linken Fahrzeugseite. Infolgedessen löste sich sein linkes Hinterrad, welches schließlich über die Strecke rollte. Er versuchte zurück zur Box zu fahren, blieb jedoch in der Rascasse stehen. Nach der Unterbrechung erzielte Nico Hülkenberg die schnellste Runde. Neben Pérez schieden die HRT-, Marussia- und Caterham-Piloten aus. Da Pérez keine Zeit gesetzt hatte, scheiterte er an der 107-Prozent-Regel. Er wurde allerdings nachträglich zum Rennen zugelassen.
Im zweiten Abschnitt kollidierte Jean-Éric Vergne ausgangs des Tunnels mit der Mauer. Er erlitt dabei einen Aufhängungsschaden und der Frontflügel schob sich unter sein Auto, er fuhr langsam zurück an die Box, fuhr aber keine weitere Runde mehr. Massa erzielte die schnellste Runde. Die Toro-Rosso- sowie die Force-India-Piloten sowie Bruno Senna, Button und Kamui Kobayashi schieden aus.
Im finalen Segment fuhr Schumacher die schnellste Runde. Da er jedoch für das Verursachen einer Kollision im letzten Rennen eine Startplatzstrafe von fünf Positionen erhalten hatte, ging die Pole-Position an Webber, der die zweitschnellste Zeit erzielt hatte. Vom zweiten Platz ging Rosberg ins Rennen, vom dritten Hamilton.
Nach dem Qualifying wurde bei Pérez und Maldonado das Getriebe gewechselt, was beiden eine Strafversetzung um fünf Positionen einbrachte.

### Rennen
Webber behielt beim Start des Grand Prix die Führung vor Rosberg und Hamilton. Grosjean, der vom vierten Platz ins Rennen gegangen war, kollidierte mit Schumacher, der vom sechsten Platz startete. Während Schumacher weiterfuhr, war das Rennen für Grosjean noch vor der ersten Kurve beendet. Infolge des Unfalls von Grosjean kam es zu Unruhen im Feld, wobei Kobayashi leicht abhob. Er fuhr zunächst weiter, musste das Auto nach fünf Runden aber an der Box abstellen. Nachdem zunächst keine Safety-Car-Phase eingeleitet worden war, schickte die Rennleitung das Safety Car auf die Strecke, nachdem das Feld erstmals an der Unfallstelle von Grosjean vorbeifuhr. Neben dem Unfall von Grosjean kam es in der ersten Runde auch noch zu einer Kollision zwischen Maldonado und Pedro de la Rosa, bei der beide Rennfahrer ausschieden.
Beim Restart verteidigte Webber erneut die Führung vor Rosberg, Hamilton, Alonso, Massa, Vettel, Räikkönen und Schumacher. Vettel war der einzige dieser Piloten, der mit der härteren Reifenmischung ins Rennen gegangen war, während die anderen allesamt die weichere Mischung verwendeten. In dieser Phase des Rennens rechneten mehrere Teams mit bald einsetzendem Regen, weshalb alle Piloten versuchten, so lange wie möglich draußen zu bleiben, um nicht zu oft die Reifen wechseln zu müssen.
Während Pérez im hinteren Teil des Feldes an Vergne und Timo Glock vorbeiging, schied Witali Petrow mit technischen Problemen aus. In der Zwischenzeit bildete sich eine Lücke hinter dem sechstplatzierten Vettel, da Räikkönen nicht in der Lage war, die Zeiten der vorderen Gruppe zu fahren und Überholmanöver auf dem engen Stadtkurs schwer sind. Hinter Räikkönen fuhren mit geringem Rückstand Schumacher, Hülkenberg und Senna.
In der 27. Runde begann Rosberg aus der Spitzengruppe die Boxenstoppphase. Er wechselte auf die härtere Reifenmischung. Eine Runde später folgten ihm Webber und Hamilton, wobei die Positionen untereinander unverändert blieben. Veränderungen gab es, nachdem Alonso an der Spitze fahrend einen Vorsprung auf Hamilton herausfuhr und ihn beim Stopp überholte. Massa übernahm zunächst die Führung, reihte sich nach seinem Stopp jedoch hinter Hamilton sowie Schumacher, der noch nicht an der Box war, ein. Vettel führte nun das Rennen an. Da er auf der härteren Reifenmischung gestartet war, war er in der Lage, zunächst schnellere Zeiten als seine Verfolger zu fahren.
Bei seinem einzigen geplanten Boxenstopp bog Pérez spät an die Box ab und behinderte dabei Räikkönen, der eine Position verlor. Die Rennleitung belegte Pérez daraufhin mit einer Durchfahrtsstrafe. In der Zwischenzeit war auch Button, der vom zwölften Platz auf den härteren Reifen gestartet war, an der Box und wechselte auf die weichere Mischung. Er fiel nach seinem Stopp hinter Kovalainen zurück. Button war zwar in der Lage, seinen Gegner nicht davonfahren zu lassen, ein Überholmanöver gelang ihm aber nicht.
Schließlich ging Vettel in der 46. Runde an die Box. Er wechselte auf die weichere Reifenmischung und kam auf dem vierten Platz vor Hamilton zurück auf die Strecke. An der Spitze gelang es allen Fahrern, den jeweiligen Vordermann nicht zu weit wegziehen zu lassen, sodass die ersten sechs innerhalb von zehn Sekunden – größtenteils noch weniger – lagen. Dahinter bestand eine größere Lücke zum restlichen Feld angeführt von Schumacher.
Während leichter Regen einsetzte, war Schumacher nicht mehr in der Lage, die Zeiten der anderen Fahrer mitzufahren. Er gab schließlich mit technischen Problemen auf. Je eine Runde nach ihm war auch das Rennen für Charles Pic und Daniel Ricciardo mit technischen Defekten beendet. An der Spitze rückten die sechs ersten Fahrer noch enger zusammen. In der 71. Runde hatte der sechstplatzierte Massa nur etwa drei Sekunden Rückstand auf den führenden Webber.
Obwohl die Strecke nicht mehr ganz trocken war und keine neuen Bestzeiten zuließ, riskierte nur Vergne, der zunächst auf dem siebten Platz lag, einen Wechsel auf Intermediates. Er profitierte allerdings nicht von diesem Wechsel und verlor einige Positionen, da die Trockenreifen immer noch schneller waren. Bei einem Überholversuch Buttons gegen Kovalainen kurz vor Rennende beschädigte sich Button sein Fahrzeug so stark, dass er aufgab. Kovalainen beschädigte sich dabei den Frontflügel und musste zu einem Reparaturstopp an die Box.
Webber gewann das Rennen schließlich vor Rosberg, Alonso, Vettel, Hamilton und Massa. Die ersten sechs Piloten kamen innerhalb von 6,2 Sekunden ins Ziel. Die weiteren Punkt gingen an Paul di Resta, Hülkenberg, Räikkönen und Senna.
Mit Webber gewann der sechste Fahrer im sechsten Rennen der Saison. Dies geschah bisher noch in keiner Formel-1-Saison.
Um 18:45 Uhr Ortszeit bestätigte die FIA das Ergebnis offiziell. Vor dem Rennen behielten sich Ferrari und McLaren die Möglichkeit offen, gegen das Ergebnis Protest einzulegen, da sie die Regelkonformität des Unterbodens des Red Bull RB8 anzweifelten. Red Bull hatte dem RB8 ein Loch im Unterboden unmittelbar vor den Hinterreifen hinzugefügt. Schließlich legte jedoch kein Team Protest gegen die Wertung ein. Das System wurde erstmals beim Großen Preis von Bahrain 2012 verwendet.
In der Fahrerweltmeisterschaft übernahm Alonso die Führung von Vettel, der auf den zweiten Platz zurückfiel und nun punktgleich mit dem drittplatzierten Webber war. Bei den Konstrukteuren kam es auf den ersten drei Positionen ebenfalls zu Verschiebungen. Red Bull führte weiterhin vor McLaren, aber Ferrari übernahm den dritten Platz von Lotus.
Im hinteren Teil der Weltmeisterschaft kam es ebenfalls zu Verschiebungen bei den punktelosen Teams und Fahrern. Kovalainen und Narain Karthikeyan erzielten mit den Plätzen 13 bzw. 15 ihre besten Saisonplatzierung. Kovalainen verbesserte sich daher vom 22. auf den 19. Rang, Karthikeyan vom 24. auf den 22. Rang. Bei den Konstrukteuren ging Caterham mit dem 13. Platz Kovalainens an Marussia vorbei.

## Meldeliste
| Team                          | Nr. | Fahrer             | Chassis           | Motor                | Reifen |
| ----------------------------- | --- | ------------------ | ----------------- | -------------------- | ------ |
| Red Bull Racing               | 01  | Sebastian Vettel   | Red Bull RB8      | Renault 2.4 V8       | P      |
| Red Bull Racing               | 02  | Mark Webber        | Red Bull RB8      | Renault 2.4 V8       | P      |
| Vodafone McLaren Mercedes     | 03  | Jenson Button      | McLaren MP4-27    | Mercedes-Benz 2.4 V8 | P      |
| Vodafone McLaren Mercedes     | 04  | Lewis Hamilton     | McLaren MP4-27    | Mercedes-Benz 2.4 V8 | P      |
| Scuderia Ferrari              | 05  | Fernando Alonso    | Ferrari F2012     | Ferrari 2.4 V8       | P      |
| Scuderia Ferrari              | 06  | Felipe Massa       | Ferrari F2012     | Ferrari 2.4 V8       | P      |
| Mercedes AMG Petronas F1 Team | 07  | Michael Schumacher | Mercedes F1 W03   | Mercedes-Benz 2.4 V8 | P      |
| Mercedes AMG Petronas F1 Team | 08  | Nico Rosberg       | Mercedes F1 W03   | Mercedes-Benz 2.4 V8 | P      |
| Lotus F1 Team                 | 09  | Kimi Räikkönen     | Lotus E20         | Renault 2.4 V8       | P      |
| Lotus F1 Team                 | 10  | Romain Grosjean    | Lotus E20         | Renault 2.4 V8       | P      |
| Sahara Force India F1 Team    | 11  | Paul di Resta      | Force India VJM05 | Mercedes-Benz 2.4 V8 | P      |
| Sahara Force India F1 Team    | 12  | Nico Hülkenberg    | Force India VJM05 | Mercedes-Benz 2.4 V8 | P      |
| Sauber F1 Team                | 14  | Kamui Kobayashi    | Sauber C31        | Ferrari 2.4 V8       | P      |
| Sauber F1 Team                | 15  | Sergio Pérez       | Sauber C31        | Ferrari 2.4 V8       | P      |
| Scuderia Toro Rosso           | 16  | Daniel Ricciardo   | Toro Rosso STR7   | Ferrari 2.4 V8       | P      |
| Scuderia Toro Rosso           | 17  | Jean-Éric Vergne   | Toro Rosso STR7   | Ferrari 2.4 V8       | P      |
| Williams F1 Team              | 18  | Pastor Maldonado   | Williams FW34     | Renault 2.4 V8       | P      |
| Williams F1 Team              | 19  | Bruno Senna        | Williams FW34     | Renault 2.4 V8       | P      |
| Caterham F1 Team              | 20  | Heikki Kovalainen  | Caterham CT01     | Renault 2.4 V8       | P      |
| Caterham F1 Team              | 21  | Witali Petrow      | Caterham CT01     | Renault 2.4 V8       | P      |
| HRT F1 Team                   | 22  | Pedro de la Rosa   | HRT F112          | Cosworth 2.4 V8      | P      |
| HRT F1 Team                   | 23  | Narain Karthikeyan | HRT F112          | Cosworth 2.4 V8      | P      |
| Marussia F1 Team              | 24  | Timo Glock         | Marussia MR01     | Cosworth 2.4 V8      | P      |
| Marussia F1 Team              | 25  | Charles Pic        | Marussia MR01     | Cosworth 2.4 V8      | P      |

## Klassifikationen

### Qualifying
| Pos.                                                                      | Fahrer             | Konstrukteur         | Q1         | Q2       | Q3         | Start |
| ------------------------------------------------------------------------- | ------------------ | -------------------- | ---------- | -------- | ---------- | ----- |
| 01                                                                        | Michael Schumacher | Mercedes             | 1:15,873   | 1:15,062 | 1:14,301   | [9]06 |
| 02                                                                        | Mark Webber        | Red Bull-Renault     | 1:16,013   | 1:15,035 | 1:14,381   | 01    |
| 03                                                                        | Nico Rosberg       | Mercedes             | 1:15,900   | 1:15,022 | 1:14,448   | 02    |
| 04                                                                        | Lewis Hamilton     | McLaren-Mercedes     | 1:16,063   | 1:15,166 | 1:14,583   | 03    |
| 05                                                                        | Romain Grosjean    | Lotus-Renault        | 1:15,718   | 1:15,219 | 1:14,639   | 04    |
| 06                                                                        | Fernando Alonso    | Ferrari              | 1:16,153   | 1:15,128 | 1:14,948   | 05    |
| 07                                                                        | Felipe Massa       | Ferrari              | 1:15,983   | 1:14,911 | 1:15,049   | 07    |
| 08                                                                        | Kimi Räikkönen     | Lotus-Renault        | 1:15,889   | 1:15,322 | 1:15,199   | 08    |
| 09                                                                        | Pastor Maldonado   | Williams-Renault     | 1:16,017   | 1:15,026 | 1:15,245   | 24    |
| 10                                                                        | Sebastian Vettel   | Red Bull-Renault     | 1:15,757   | 1:15,234 | keine Zeit | 09    |
| 11                                                                        | Nico Hülkenberg    | Force India-Mercedes | 1:15,418   | 1:15,421 | –          | 10    |
| 12                                                                        | Kamui Kobayashi    | Sauber-Ferrari       | 1:15,648   | 1:15,508 | –          | 11    |
| 13                                                                        | Jenson Button      | McLaren-Mercedes     | 1:16,399   | 1:15,536 | –          | 12    |
| 14                                                                        | Bruno Senna        | Williams-Renault     | 1:15,923   | 1:15,709 | –          | 13    |
| 15                                                                        | Paul di Resta      | Force India-Mercedes | 1:16,062   | 1:15,718 | –          | 14    |
| 16                                                                        | Daniel Ricciardo   | Toro Rosso-Ferrari   | 1:16,360   | 1:15,878 | –          | 15    |
| 17                                                                        | Jean-Éric Vergne   | Toro Rosso-Ferrari   | 1:16,491   | 1:16,885 | –          | 16    |
| 18                                                                        | Heikki Kovalainen  | Caterham-Renault     | 1:16,538   | –        | –          | 17    |
| 19                                                                        | Witali Petrow      | Caterham-Renault     | 1:17,404   | –        | –          | 18    |
| 20                                                                        | Timo Glock         | Marussia-Cosworth    | 1:17,947   | –        | –          | 19    |
| 21                                                                        | Pedro de la Rosa   | HRT-Cosworth         | 1:18,096   | –        | –          | 20    |
| 22                                                                        | Charles Pic        | Marussia-Cosworth    | 1:18,476   | –        | –          | 21    |
| 23                                                                        | Narain Karthikeyan | HRT-Cosworth         | 1:19,310   | –        | –          | 22    |
| 107-Prozent-Zeit: 1:20,697 min (bezogen auf Q1-Bestzeit von 1:15,418 min) |                    |                      |            |          |            |       |
| DNQ                                                                       | Sergio Pérez       | Sauber-Ferrari       | keine Zeit | –        | –          | 23    |

Anmerkungen
1. ↑  Schumacher wurde wegen Verursachens einer Kollision im letzten Rennen um fünf Positionen nach hinten versetzt.
2. ↑  Maldonado wurde wegen Verursachens einer Kollision im freien Training um zehn Positionen und wegen eines Getriebewechsels um weitere fünf Positionen nach hinten versetzt.
3. ↑  Pérez wurde wegen eines Getriebewechsels um fünf Positionen nach hinten versetzt.

1. 1 2 3 4 5 6 7 8 9 10 11 12 13 14 15 16 17 18 19 20  Rennwagen mit KERS

### Rennen
| Pos. | Fahrer             | Konstrukteur         | Runden | Stopps | Zeit        | Start | Schnellste Runde |
| ---- | ------------------ | -------------------- | ------ | ------ | ----------- | ----- | ---------------- |
| 01   | Mark Webber        | Red Bull-Renault     | 78     | 1      | 1:46:06,557 | 01    | 1:18,805 (45.)   |
| 02   | Nico Rosberg       | Mercedes             | 78     | 1      | + 0,643     | 02    | 1:18,977 (46.)   |
| 03   | Fernando Alonso    | Ferrari              | 78     | 1      | + 0,947     | 05    | 1:18,857 (45.)   |
| 04   | Sebastian Vettel   | Red Bull-Renault     | 78     | 1      | + 1,343     | 09    | 1:19,076 (43.)   |
| 05   | Lewis Hamilton     | McLaren-Mercedes     | 78     | 1      | + 4,101     | 03    | 1:18,806 (46.)   |
| 06   | Felipe Massa       | Ferrari              | 78     | 1      | + 6,195     | 07    | 1:19,101 (41.)   |
| 07   | Paul di Resta      | Force India-Mercedes | 78     | 1      | + 41,537    | 14    | 1:19,757 (51.)   |
| 08   | Nico Hülkenberg    | Force India-Mercedes | 78     | 1      | + 42,562    | 10    | 1:18,423 (35.)   |
| 09   | Kimi Räikkönen     | Lotus-Renault        | 78     | 1      | + 44,036    | 08    | 1:19,246 (51.)   |
| 10   | Bruno Senna        | Williams-Renault     | 78     | 1      | + 44,516    | 13    | 1:19,187 (51.)   |
| 11   | Sergio Pérez       | Sauber-Ferrari       | 77     | 2      | + 1 Runde   | 23    | 1:17,296 (49.)   |
| 12   | Jean-Éric Vergne   | Toro Rosso-Ferrari   | 77     | 2      | + 1 Runde   | 16    | 1:19,013 (25.)   |
| 13   | Heikki Kovalainen  | Caterham-Renault     | 77     | 2      | + 1 Runde   | 17    | 1:19,305 (76.)   |
| 14   | Timo Glock         | Marussia-Cosworth    | 77     | 2      | + 1 Runde   | 19    | 1:19,637 (60.)   |
| 15   | Narain Karthikeyan | HRT-Cosworth         | 76     | 2      | + 2 Runden  | 22    | 1:20,286 (44.)   |
| 16   | Jenson Button      | McLaren-Mercedes     | 70     | 1      | DNF         | 12    | 1:19,923 (51.)   |
| –    | Daniel Ricciardo   | Toro Rosso-Ferrari   | 65     | 1      | DNF         | 15    | 1:19,752 (44.)   |
| –    | Charles Pic        | Marussia-Cosworth    | 64     | 1      | DNF         | 21    | 1:19,604 (61.)   |
| –    | Michael Schumacher | Mercedes             | 63     | 1      | DNF         | 06    | 1:18,904 (52.)   |
| –    | Witali Petrow      | Caterham-Renault     | 15     | 1      | DNF         | 18    | 1:20,825 (12.)   |
| –    | Kamui Kobayashi    | Sauber-Ferrari       | 5      | 1      | DNF         | 11    | 1:25,480 (04.)   |
| –    | Romain Grosjean    | Lotus-Renault        | 0      | 0      | DNF         | 04    | –                |
| –    | Pedro de la Rosa   | HRT-Cosworth         | 0      | 0      | DNF         | 20    | –                |
| –    | Pastor Maldonado   | Williams-Renault     | 0      | 0      | DNF         | 24    | –                |

Anmerkungen
1. 1 2 3 4 5 6 7 8 9 10 11 12 13 14 15 16 17 18 19 20  Rennwagen mit KERS

## WM-Stände nach dem Rennen
Die ersten zehn des Rennens bekamen 25, 18, 15, 12, 10, 8, 6, 4, 2 bzw. 1 Punkt(e).

### Fahrerwertung
| Pos. | Fahrer           | Konstrukteur         | Punkte |
| ---- | ---------------- | -------------------- | ------ |
| 01   | Fernando Alonso  | Ferrari              | 76     |
| 02   | Sebastian Vettel | Red Bull-Renault     | 73     |
| 03   | Mark Webber      | Red Bull-Renault     | 73     |
| 04   | Lewis Hamilton   | McLaren-Mercedes     | 63     |
| 05   | Nico Rosberg     | Mercedes             | 59     |
| 06   | Kimi Räikkönen   | Lotus-Renault        | 51     |
| 07   | Jenson Button    | McLaren-Mercedes     | 45     |
| 08   | Romain Grosjean  | Lotus-Renault        | 35     |
| 09   | Pastor Maldonado | Williams-Renault     | 29     |
| 10   | Sergio Pérez     | Sauber-Ferrari       | 22     |
| 11   | Paul di Resta    | Force India-Mercedes | 21     |
| 12   | Kamui Kobayashi  | Sauber-Ferrari       | 19     |

| Pos. | Fahrer             | Konstrukteur         | Punkte |
| ---- | ------------------ | -------------------- | ------ |
| 13   | Bruno Senna        | Williams-Renault     | 15     |
| 14   | Felipe Massa       | Ferrari              | 10     |
| 15   | Nico Hülkenberg    | Force India-Mercedes | 7      |
| 16   | Jean-Éric Vergne   | Toro Rosso-Ferrari   | 4      |
| 17   | Daniel Ricciardo   | Toro Rosso-Ferrari   | 2      |
| 18   | Michael Schumacher | Mercedes             | 2      |
| 19   | Heikki Kovalainen  | Caterham-Renault     | 0      |
| 20   | Timo Glock         | Marussia-Cosworth    | 0      |
| 21   | Charles Pic        | Marussia-Cosworth    | 0      |
| 22   | Narain Karthikeyan | HRT-Cosworth         | 0      |
| 23   | Witali Petrow      | Caterham-Renault     | 0      |
| 24   | Pedro de la Rosa   | HRT-Cosworth         | 0      |

### Konstrukteurswertung
| Pos. | Konstrukteur     | Punkte |
| ---- | ---------------- | ------ |
| 01   | Red Bull-Renault | 146    |
| 02   | McLaren-Mercedes | 108    |
| 03   | Ferrari          | 86     |
| 04   | Lotus-Renault    | 86     |
| 05   | Mercedes         | 61     |
| 06   | Williams-Renault | 44     |

| Pos. | Konstrukteur         | Punkte |
| ---- | -------------------- | ------ |
| 07   | Sauber-Ferrari       | 41     |
| 08   | Force India-Mercedes | 28     |
| 09   | Toro Rosso-Ferrari   | 6      |
| 10   | Caterham-Renault     | 0      |
| 11   | Marussia-Cosworth    | 0      |
| 12   | HRT-Cosworth         | 0      |